# Mount St. Louis
Mount St. Louis är ett berg i Antarktis. Det ligger i Västantarktis. Argentina, Chile och Storbritannien gör anspråk på området. Toppen på Mount St. Louis är 1 280 meter över havet.
Terrängen runt Mount St. Louis är bergig åt sydväst, men åt nordost är den kuperad. Trakten är obefolkad. Det finns inga samhällen i närheten.